# Езкур ле О
Езкур ле О (фр. Aizecourt-le-Haut) насеље је и општина у североисточној Француској у региону Пикардија, у департману Сома која припада префектури Перон.
По подацима из 2011. године у општини је живело 77 становника, а густина насељености је износила 21,1 становника/km². Општина се простире на површини од 3,65 km². Налази се на средњој надморској висини од 120 метара (максималној 147 m, а минималној 78 m).

## Демографија
| 1962. | 1968. | 1975. | 1982. | 1990. | 1999. | 2011. |
| ----- | ----- | ----- | ----- | ----- | ----- | ----- |
| 80    | 69    | 72    | 54    | 80    | 100   | 77    |

График промене броја становника у току последњих година